# Hugo de Digne
Hugo de Digne (Digne, ? - Marselha, c. 1285), também conhecido como Hugo de Bareol e Hugo de Montepesulano, foi um monge franciscano, pregador, missionário e escritor da França. Seu amigo Salimbene o considerava um dos mais renomados clérigos do mundo e grande pregador. Profetizou a morte de São Boaventura e a extinção da Ordem dos Templários. Escreveu uma Explicação da Regra de São Francisco de Assis e Tractus de triplici via in sapientiam perveniendi.